# 전주자연초등학교
전주자연초등학교는 대한민국 전북특별자치도 전주시 덕진구 송천동2가에 있는 공립 초등학교이다.

## 연혁
- 2020년 3월 1일 전주자연초등학교 개교 (43학급 편성, 특수 1학급 포함)
- 2020년 3월 1일 전주자연초등학교 병설유치원 개원 (4학급 편성, 특수 1학급 포함)
- 2020년 3월 1일 제1대 신순자 교장 부임
- 2020년 3월 2일 전주자연초등학교 입학 및 전입 (남 524명, 여 518명, 총 1,042명)
- 2020년 3월 2일 전주자연초등학교 병설유치원 입학 (남 28명, 여 30명, 총 58명)
- 2021년 2월 9일 전주자연초등학교 제1회 졸업(남 65명, 여 60명, 총 125명)
- 2021년 3월 2일 전주자연초등학교 51학급 편성(특수1학급 포함)
- 2022년 1월 4일 전주자연초등학교 제2회 졸업

## 상징
- 교화 - 수수꽃다리
- 교목 - 소나무

## 참고 자료
- 전주자연초등학교 - 한국교육학술정보원 학교알리미